# 179 (číslo)
Sto sedmdesát devět je přirozené číslo, které následuje po čísle sto sedmdesát osm a předchází číslu sto osmdesát. Římskými číslicemi se zapisuje CLXXIX.

## Chemie
- 179 je nukleonové číslo třetího nejméně běžného izotopu hafnia.[1]

## Matematika
- 41. prvočíslo
- nešťastné číslo
- nepříznivé číslo
- prvočíslo Sophie Germainové

- 179 = (17×9) + (17 + 9)

- Toto číslo není palindrom v žádné číselné soustavě.

## Doprava
- Silnice II/179, nověji III/1794, je česká silnice II. třídy vedoucí na trase Útvina – Javorná[2]

## Astronomie
- 179 Klytaemnestra je planetka hlavního pásu.

## Roky
- 179
- 179 př. n. l.